# Cheiloneurus cushmani
Cheiloneurus cushmani är en stekelart som beskrevs av Crawford 1911. Cheiloneurus cushmani ingår i släktet Cheiloneurus och familjen sköldlussteklar. Inga underarter finns listade i Catalogue of Life.